# Église Saint-Pierre d'Extravache
Pour les articles homonymes, voir Église Saint-Pierre.
L’église Saint-Pierre d’Extravache est une église située en France sur la commune de Val-Cenis sur les hauteurs de Bramans, en Haute-Maurienne dans le département de la Savoie en région Rhône-Alpes.
La tradition indique qu'une église aurait existé à cet emplacement au Ier siècle. La construction de l'église primitive n'est pas datée mais elle semble avoir été détruite au Xe siècle, puis reconstruite au siècle suivant. Elle est ainsi l'une des plus vieilles églises de Maurienne.
Elle fait en outre l’objet d'une inscription au titre des monuments historiques depuis le 5 mai 1966.

## Situation
L'église Saint-Pierre d'Extravache se situe dans la partie haute de la vallée alpine de la Maurienne sur la commune de Bramans en Savoie, à proximité de la frontière franco-italienne.
Elle fait face à la cime de la Dent Parrachée, un sommet de 3 697 m d'altitude, et est accessible par la route qui monte au vallon d'Ambin en direction de l'Italie.

## Histoire
L'église Saint-Pierre d'Extravache symbolise le début du christianisme en Savoie. Elle aurait été fondée, selon la tradition, par deux disciples de saint Pierre : Elie et Milet, la recherche estimant qu'une première église se trouvait à cet emplacement au Ier siècle,. Toutefois, Jean Prieur précise, dans une étude sur la province romaine des Alpes cottiennes, qu'il n'existe « aucun document, ni aucun vestige archéologique ne permettent d'affirmer sa haute antiquité ».
Il semble plutôt que l'église primitive ait été détruite vers le Xe siècle. Selon les fouilles, les parties les plus anciennes dateraient « du XIe siècle, ou au maximum à la fin du Xe siècle ». Elle a été reconstruite dans un style roman.
L'église est dédiée anciennement aux saints Pierre et Paul.
Cette seconde église subit deux incendies, au XIVe siècle et en 1803, qui lui valurent d'être plusieurs fois reconstruites. Toutefois, subsiste encore l'abside d'origine du XIe siècle.

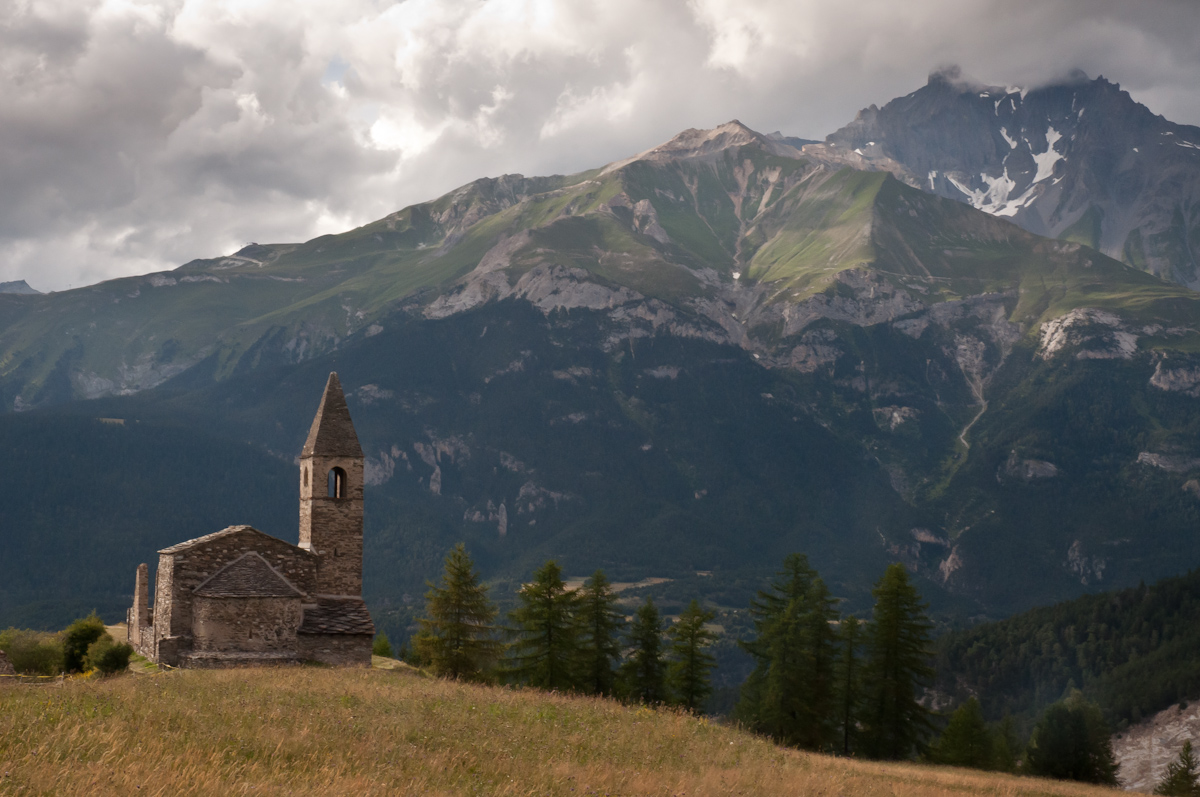

## Description
L’abside conserve les traces d’une fresque du début du XVIIe siècle : un Christ en majesté surmontant une représentation des apôtres.